# Paracolletes submacrodontus
Paracolletes submacrodontus är en biart som beskrevs av Rayment 1934. Paracolletes submacrodontus ingår i släktet Paracolletes och familjen korttungebin. Inga underarter finns listade i Catalogue of Life.

## Bildgalleri

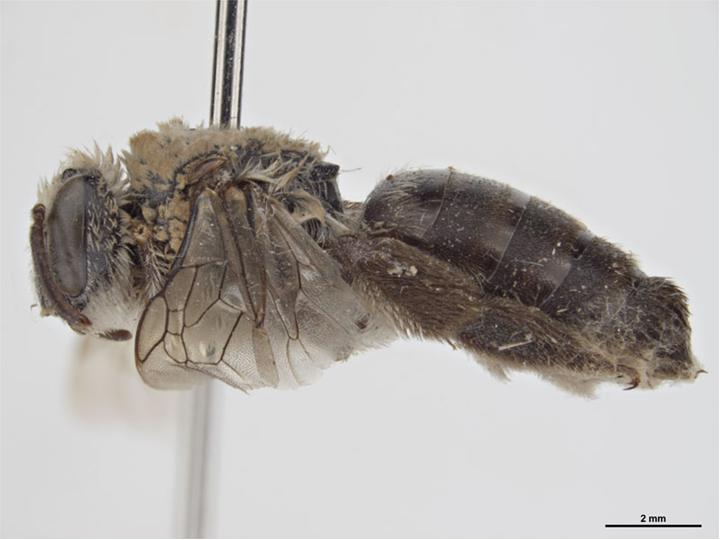